# Tanaka Masahiro
Tanaka Masahiro  (田中 将大  sinh ngày 1 tháng 11, 1988) là một tay ném bóng chày chuyên nghiệp cho CLB Yomiuri Giants của Giải bóng chày chuyên nghiệp Nhật Bản (NPB). Trước đó anh thi đấu tại NPB cho CLB Tohoku Rakuten Golden Eagles và tại Major League Baseball (MLB) cho New York Yankees.
Anh thi đấu cho Eagles tại NPB trong khoảng thời gian từ 2007 đến 2013. Tanaka được Eagles đăng tuyển sau mùa giải 2013 và được New York Yankees tại MLB chiêu mộ với bản hợp đồng 7 năm trị giá 155 triệu đô, hợp đồng lớn nhất cho một tay ném vào thời điểm đó. Anh ra mắt đội một Yankees vào năm 2014 và chơi cho Yankees tới hết mùa giải 2020, trước khi quyết định quay về Nhật Bản thi đấu. Tanaka đưa ra lí do cho việc quay về Nhật là một phần bởi nạn phân biệt nhắm vào người châu Á tại Mĩ trong đại dịch COVID-19.
Tanaka được Eagles chiêu mộ trong vòng 1 kì tuyển chọn cầu thủ NPB năm 2006. Từ 2012 đến 2013, anh lập kỉ lục tại NPB khi giành 26 trận thắng liên tiếp. Tại MLB, Tanaka là tay ném mở màn mùa giải cho Yankees trong 4 mùa bóng và hai lần được chọn vào đội hình trận All-Star.